# Finale UEFA Champions League 1996
De UEFA Champions Leaguefinale van het seizoen 1995/96 is de vierde finale in de geschiedenis van de Champions League. De wedstrijd vond plaats op 22 mei 1996 in het Stadio Olimpico in Rome. Het Italiaanse Juventus stond voor de eerste keer in de finale. De club nam het op tegen AFC Ajax, dat voor het tweede jaar op rij finalist was.

## Voorgeschiedenis
Ajax en Juventus hadden het in het verleden al meermaals tegen elkaar opgenomen. De eerste keer was in 1973. Ook toen waren de twee clubs finalisten in de Europacup I. De Amsterdammers wonnen toen met het kleinste verschil.
Twee seizoenen later trok Juventus aan het langste eind. In de 1/8 finale van de UEFA Cup schakelden de Italianen Ajax uit. De laatste confrontatie vond plaats in 1978. Toen werd het in de kwartfinale van de Europacup I telkens 1-1. Na strafschoppen mocht Juventus een ronde verder.
Ajax was titelverdediger en had in 1995 een Italiaanse club uitgeschakeld in de finale. Dat de wedstrijd in Italië plaatsvond, speelde dan ook niet in het voordeel van de Nederlanders. Naar zou blijken in latere jaren, waren echter diverse spelers van Juventus tijdens de wedstrijd onder invloed van doping, waardoor hun uithoudingsvermogen groter was dan normaal. De UEFA weigerde nader onderzoek naar de stalen te doen. Feitelijk zou na diskwalificatie van de Italianen Ajax alsnog de titel moeten toekomen, waarmee het de eerste club in de geschiedenis was die deze prolongeerde.

## Nasleep
De twee teams waren aan elkaar gewaagd, maar Juventus won na strafschoppen. Gelegenheidsrechtsachter Sonny Silooy, die toen al wist dat hij bij Ajax mocht vertrekken, trapte een penalty op Angelo Peruzzi. De Oude Dame won de Champions League en zou later ook de Europese Supercup op haar palmares schrijven. De jaren negentig vormden de succesvolste periode in de geschiedenis van de Italiaanse club.

### Wedstrijddetails
|                           |                                   |       |                                 |                                                                                      |
| 22 mei 1996 20:30 (UTC+2) | Juventus                          | 1 – 1 | Ajax                            | Stadio Olimpico, Rome Toeschouwers: 67.000 Scheidsrechter: Manuel Díaz Vega (Spanje) |
| 22 mei 1996 20:30 (UTC+2) | Ravanelli 12'                     |       | 41' Litmanen                    | Stadio Olimpico, Rome Toeschouwers: 67.000 Scheidsrechter: Manuel Díaz Vega (Spanje) |
| 22 mei 1996 20:30 (UTC+2) | Strafschoppen                     |       |                                 | Stadio Olimpico, Rome Toeschouwers: 67.000 Scheidsrechter: Manuel Díaz Vega (Spanje) |
| 22 mei 1996 20:30 (UTC+2) | Ferrara Pessotto Padovano Jugović | 4 – 2 | Davids Litmanen Scholten Silooy | Stadio Olimpico, Rome Toeschouwers: 67.000 Scheidsrechter: Manuel Díaz Vega (Spanje) |

| Juventus | Ajax |

| Juventus:      |    |                       |            |
|                |    |                       |            |
| GK             | 1  | Angelo Peruzzi        |            |
| RB             | 4  | Moreno Torricelli     | Kreeg geel |
| CB             | 2  | Ciro Ferrara          |            |
| CB             | 5  | Pietro Vierchowod     |            |
| LB             | 3  | Gianluca Pessotto     |            |
| DM             | 7  | Didier Deschamps      | Kreeg geel |
| CM             | 8  | Antonio Conte         | 43'        |
| CM             | 6  | Paulo Sousa           | 56'        |
| AM             | 10 | Alessandro Del Piero  |            |
| CF             | 11 | Fabrizio Ravanelli    | 76'        |
| CF             | 9  | Gianluca Vialli       |            |
| Wisselspelers: |    |                       |            |
| GK             | 12 | Michelangelo Rampulla |            |
| DF             | 15 | Sergio Porrini        |            |
| MF             | 14 | Vladimir Jugović      | 43'        |
| MF             | 17 | Angelo Di Livio       | 56'        |
| FW             | 16 | Michele Padovano      | 76'        |
| Coach:         |    |                       |            |
| Marcello Lippi |    |                       |            |

| Ajax:          |    |                    |            |
|                |    |                    |            |
| GK             | 1  | Edwin van der Sar  |            |
| RB             | 2  | Sonny Silooy       |            |
| CB             | 3  | Danny Blind        | Kreeg geel |
| CB             | 4  | Frank de Boer      | 67'        |
| LB             | 5  | Winston Bogarde    |            |
| CM             | 8  | Edgar Davids       |            |
| CM             | 6  | Ronald de Boer     | 91'        |
| AM             | 10 | Jari Litmanen      |            |
| RW             | 7  | Finidi George      | Kreeg geel |
| CF             | 9  | Nwankwo Kanu       |            |
| LW             | 11 | Kiki Musampa       | 46'        |
| Wisselspelers: |    |                    |            |
| GK             | 12 | Fred Grim          |            |
| DF             | 13 | Arnold Scholten    | 67'        |
| MF             | 14 | Dave van den Bergh |            |
| MF             | 15 | Patrick Kluivert   | 46'        |
| FW             | 16 | Nordin Wooter      | 91'        |
| Coach:         |    |                    |            |
| Louis van Gaal |    |                    |            |